# 1-й Верхний Михайловский проезд
1-й Ве́рхний Миха́йловский прое́зд (до 1924 года — 1-й Миха́йловский (да́чный) прое́зд) — проезд, расположенный в Южном административном округе города Москвы на территории Донского района.

## История
Ранее носил название 1-й Миха́йловский (да́чный) прое́зд — для отличия от 1-го Михайловского (городского) проезда. В 1924 году получил современное название, при этом 1-й Михайловский (городской) проезд был переименован в 1-й Нижний Михайловский проезд. Слово «Михайловский» в названии дано проездам по фамилии одного из домовладельцев, на земле которого были проложены.

## Расположение
Проходит на запад от 1-го Рощинского проезда, с севера к нему примыкает 2-й Верхний Михайловский проезд, 1-й Верхний Михайловский проезд проходит далее, поворачивает на юго-запад и проходит до Верхнего Михайловского Поперечного проезда.

## Примечательные здания и сооружения
По нечётной стороне: зданий нет.
По чётной стороне:

## Транспорт

### Наземный транспорт
По 1-му Верхнему Михайловскому проезду не проходят маршруты наземного общественного транспорта. У восточного конца проезда, в 1-м Рощинском проезде, расположена остановка «3-й Верхний Михайловский проезд» трамваев 26, 38.

### Метро
- Станция метро «Ленинский проспект» Калужско-Рижской линии — западнее проезда, на пересечении Третьего транспортного кольца с Ленинским проспектом и улицей Вавилова.
- Станция метро «Шаболовская» Калужско-Рижской линии — севернее проезда, на пересечении улицы Академика Петровского с улицей Шаболовкой.
- Станция метро «Тульская» Серпуховско-Тимирязевской линии — восточнее проезда, на Большой Тульской улице.